# Ghiacciaio Veselie
Il ghiacciaio Veselie (in inglese Veselie Glacier) è un ghiacciaio lungo 7 km e largo 2,5, situato sulla costa di Oscar II, nella parte orientale della Terra di Graham, in Antartide. In particolare, il ghiacciaio si trova sul versante settentrionale del monte Birks, a sud-est del ghiacciaio Coppa e a nord-est del ghiacciaio Chernoochene, e da qui fluisce in direzione est-sud-est fino ad entrare nel fiordo di Spillane.

## Storia
Il ghiacciaio Veselie è stato così battezzato dalla Commissione bulgara per i toponimi antartici in onore del villaggio di Veselie, nella Bulgaria sud-orientale.  